# Tölö, Helsingfors stad

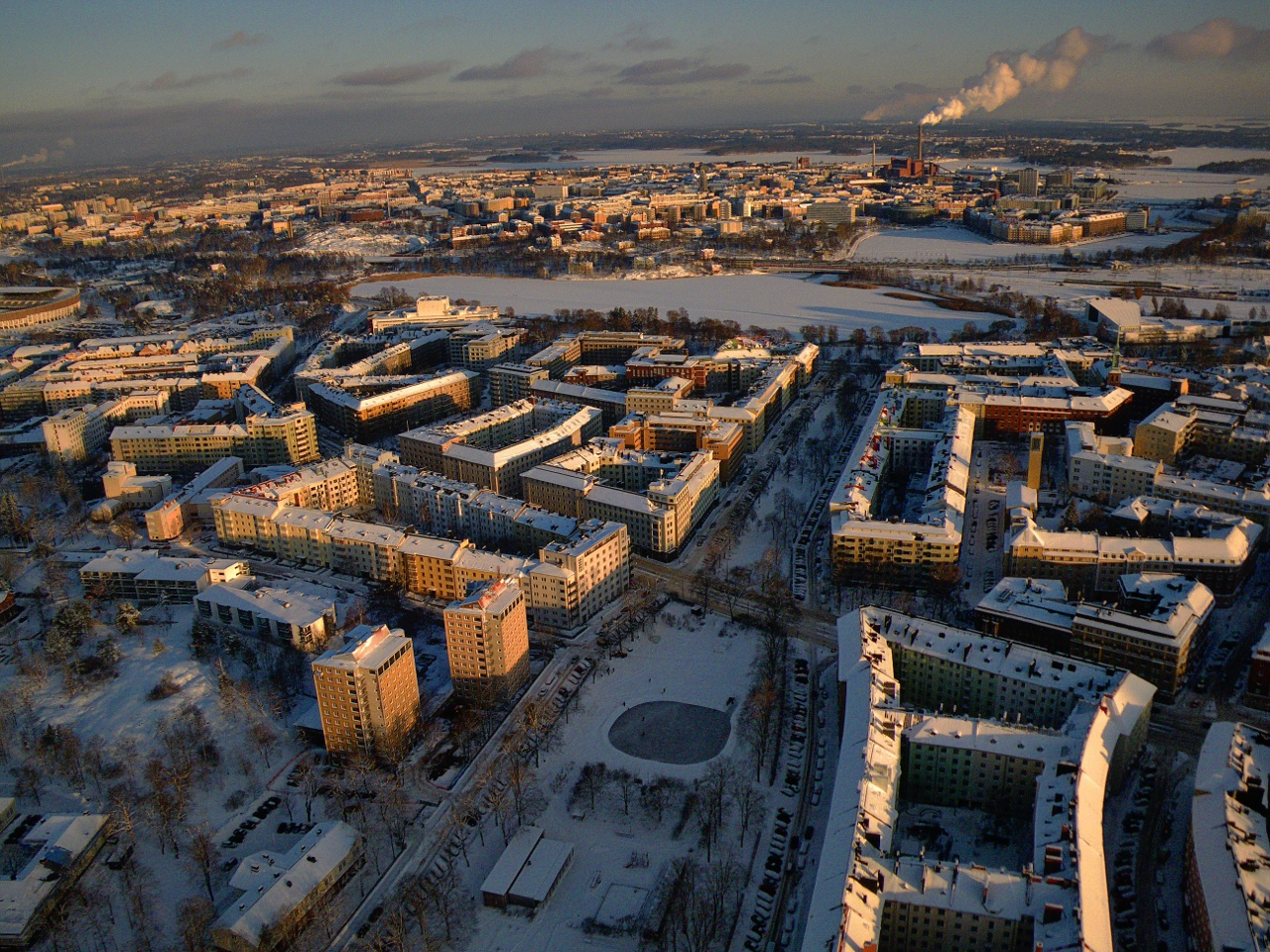
Översiktsbild mot nordöst med Hesperiaesplanaden i mitten av bilden, vilken separerar Främre Tölö närmast stadens centrum (till höger) från Bortre Tölö (till vänster). Bortom bebyggelsen ligger Tölöviken.

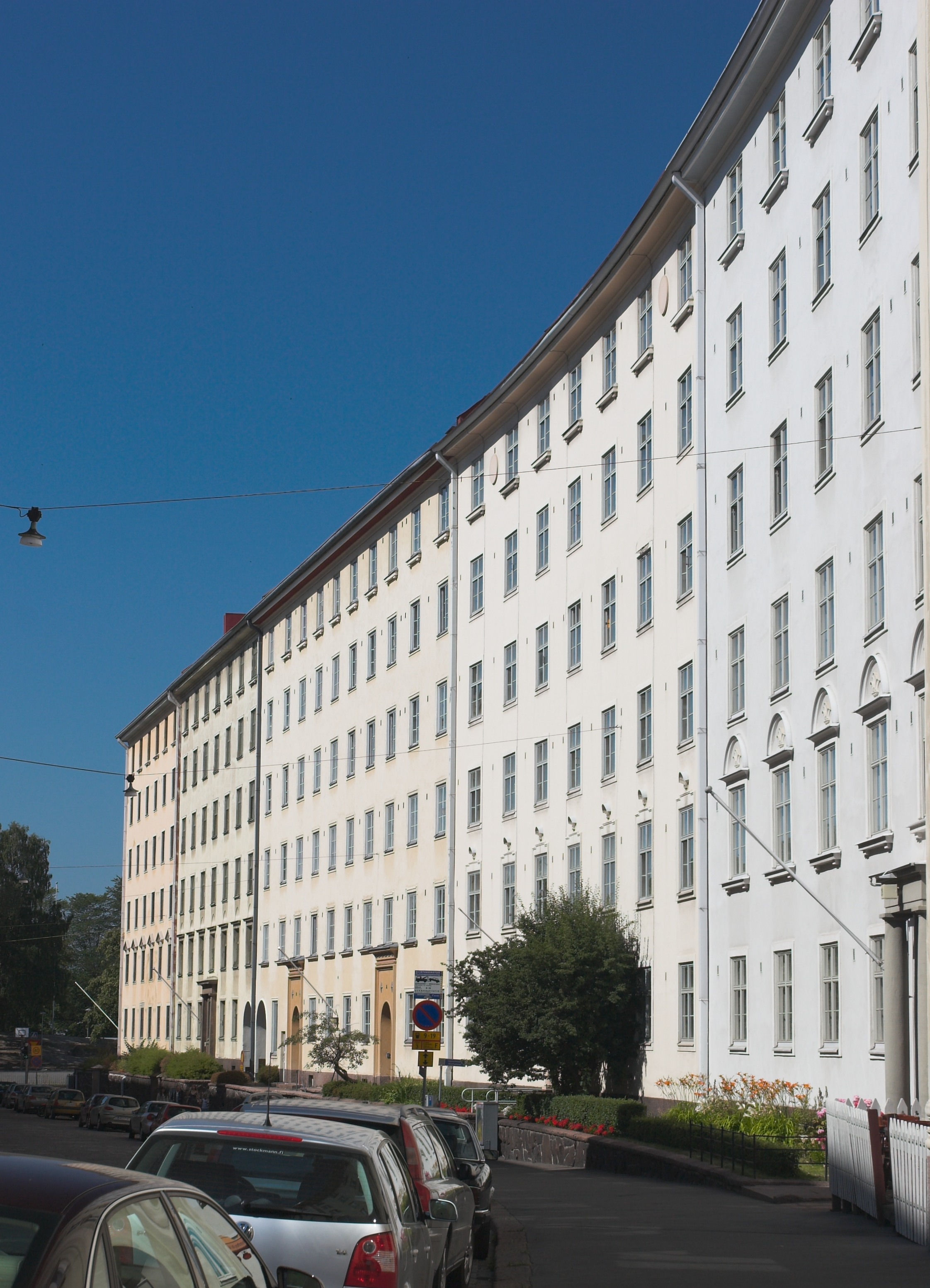
Museigatan i Främre Tölö.

Tölö [tö:lö] (finska: Töölö) är ett område i, men ingen administrativ enhet inom, Helsingfors stad. Tölö består av de två stadsdelarna Främre Tölö i Kampmalmens distrikt och Bortre Tölö i Södra stordistriktet. Fram till början av 1900-talet var Tölö ett villaområde utanför stadens dåvarande centrum. Under mellankrigstiden omvandlades området genom nya omfattande bostadsområden med flerbostadshus.
Gränsen mellan Främre Tölö och Bortre Tölö går i Hesperiaesplanaden, som löper öst-västlig riktning.

## Historik
År 1898 ordnades en arkitekturtävling för Tölö, den första i sitt slag i Finland, efter det att en kritisk text publicerats om Helsingfors stadsplanering och speciellt den av Tölö. Vinnarna Gustaf Nyström och Lars Sonck gjorde den slutliga stadsplanen, som blev klar 1906.
I början av 1900-talet flyttade allt fler människor till Helsingfors för att söka arbete. De flesta av dem var kvinnor och många arbetade som tjänstefolk, men industrialiseringen och den förändrade näringsstrukturen erbjöd dem även andra arbetsmöjligheter som självförsörjande kvinnor.
Mellan de två världskrigen byggdes Tölö framförallt för den nya medelklassen och förvärvsarbetande kvinnor, något som beaktades genom de många medelstora familjebostäderna. Under perioden 1910–30 var Främre Tölö stadens största byggnadsområde. Med sina höga hus längs de breda gatorna blev det ett enhetligt och fristående område, som tydligt avvek från den inrutade stadsplanen med regelbundna raka gator i gamla Estnäs.
I Mika Waltaris Apelsinkärnan och Helvi Hämäläinens Säädyllinen murhenäytelmä skildras Tölö som en symbol för en ny, modernare livsform.
Tölös arkitektur kan karakteriseras som allt från 20-talsklassicism till 30-tals-art deco och Tölöfunktionalism. Den senare är en kombination av funktionalismens estetiska ideal och modern bostadsplanering, med en halvöppen stadsstruktur och lägenheter med rum för tjänstefolket planerade för medelklassfamiljer.
Under 1930-talet tog de funktionalistiska idealen över inom bostadsbyggandet, och man ville även ha mer öppna ytor mellan husen. I Tölö märks den byggnadsstilen i området nära Sibeliusparken mellan Mechelingatan, Råholmsvägen, Barnets Borgs väg och Mikael Lybecks gata.

### Bostäder utan kök
En Tölöspecialitet var centralkökshusen, särskilt i de hus som byggmästaren Leuto A. Pajunen lät bygga. De saknade egentligt kök och hade bara en nisch för uppvärmning av mat från centralköket, som levererats via mathissen. I Mika Waltaris Apelsinkärnan skildras centralkökshuset som sin tids modernaste boende:
| ”              | Sedan började Ilmari komma med förklaringar på allvar. Så fantastiskt underbart de kunde få det. Förstås kunde det bli lite besvärligt rent ekonomiskt i början, de måste leva sparsamt. De skulle förstås vara utan tjänstefolk, idag var det ju ingen som längre hade tjänstefolk. I början kunde de bo i en tvårummare i ett hus med centralkök. Städerskan kunde komma några gånger per vecka [---] De skulle ha varsitt eget rum. Om Ilmari arbetade hemma, kunde Irene ha besök av en gäst. De skulle inte behöva klaga så mycket på varandra. | „ |
| – Mika Waltari | |   |

Det var både det minskande antalet tjänstefolk och det ökande antalet förvärvsarbetande husmödrar i medelklassen som aktualiserade byggandet av centralkökshus, men även en förändrad uppfattning om familjen, utan inneboende tjänstefolk.

### Kollektivhus
En central idé inom modernismens var den om kollektivhus. I Sverige hade idén om kollektivhus en viktig ställning redan på 1930-talet, men i Finland väcktes intresset för kollektivhus först efter andra världskriget. Servicehuset på Mannerheimvägen 93, det så kallade Kvinnohuset, stod färdigt i början av 1950-talet, planerat av Eija och Olli Saijonmaa, med Vårdstiftelsen för Finlands kvinnor som byggherre.
Denna nya boendeform var förenlig med den nya familjeformen. Tanken var att man och hustru stod bredvid varandra som kamrater, vilket var ett av nyckelbegreppen inom funktionalismens uppfattning om familjen. Alvar Aalto skrev i en försvarsskrift över den moderna lägenheten:
| ”                   | Den omständigheten som har medfört en märkbar förändring i det patriarkala familjelivet härstammar från samma tid som de övriga stora förändringar som här nämnts. Det är en total förändring av kvinnans ställning i våra dagar. Hennes frigörelse och därmed hennes förvandling från att ha varit undertryckt både i arbetet och i hemmet till att ha blivit en arbetskamrat ställer nya krav på bostadsplaneringen. | „ |
| – Alvar Aalto, 1930 | |   |

Både i centralkökshusen och kollektivhusen fick vardagslivet och hushållet en annan struktur, genom att ansvaret från matlagningen flyttades från hembiträden och husmödrar till centralkökets kockar. Kollektivhusen påverkade även förhållandet mellan det privata och det offentliga bostadsutrymmet i och med att det fanns gemensamma ytor i kollektivhusen, som uppehållsrum, tvättstugor, barnträdgårdar, bastu, frukostrum och restauranger.
Men livet i ett hus utan kök förändrade inte könsrollerna och arbetsfördelningen mellan könen lika radikalt som man kanske hade trott. Det var fortfarande kvinnorna som hade ansvaret för hemmet. Mannens roll i hushållsarbetet började diskuteras först på 1960-talet. Och även om modellen för ett nytt boende förverkligades i kollektivhusen, gjorde det kollektiva privatlivet mer privat.

## Tölö bibliotek

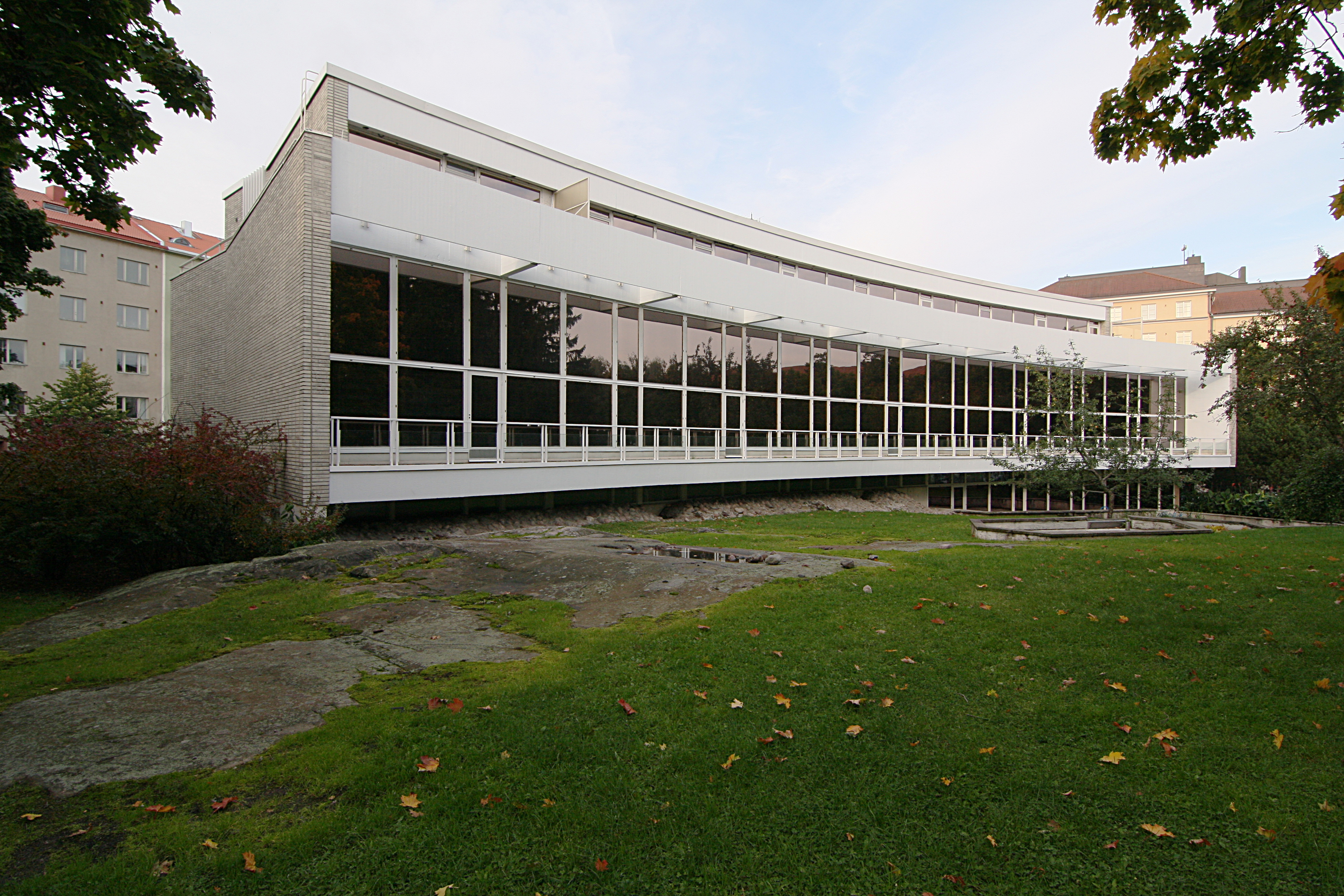
Tölö bibliotek i Topeliusparken

Helsingfors stadsbibliotek grundades år 1860. Mot slutet av 1890-talet behövdes fler bibliotek och Helsingfors första filialbibliotek öppnades år 1898 i Tölö, i Villa Valo vid hörnet av Mannerheimvägen och Runebergsgatan.
Under de följande årtiondena ökade både samlingarna och besökarna i antal och Tölö bibliotek flyttade därför mellan olika lokaler: Västra Chausséen 30, Matrosoffs trähus (1910–1913), Runebergsgatan 69 (1913–1937), Mannerheimvägen 48–50 (tidigare Åbovägen) (1939–1969) och i temporära utrymmen vid Stengårds sjukhus (1969–1970).
Redan 1937 ansåg stadsbibliotekets direktion att Tölö bibliotek behövde en helt ny byggnad för biblioteksverksamheten, men det dröjde ändå till slutet av 1960-talet innan planeringen av den nuvarande byggnaden kom igång. Alla understödde dock inte beslutet att bygga biblioteket i Topeliusparken och en livlig debatt fördes i medierna. Men det nya biblioteket på Topeliusgatan 6 öppnade för allmänheten 22 december 1970 och var det första biblioteket i Helsingfors med en musikavdelning.

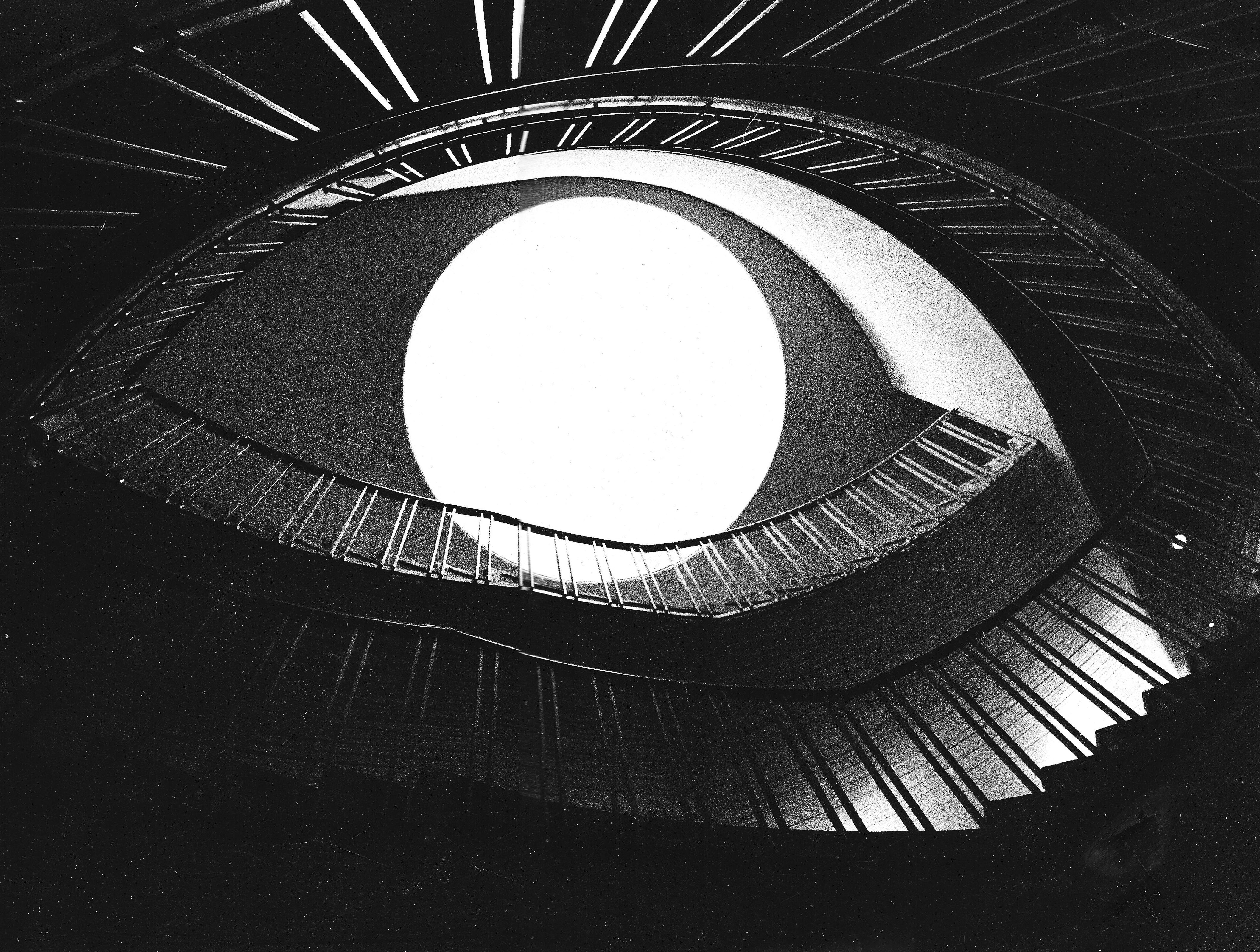
Trappan i Tölö bibliotek

Biblioteksbyggnaden representerar modernismen och 1960-talets biblioteksplanering. En av utgångspunkterna för den arkitektoniska planeringen har varit att uppnå harmoni mellan Topeliusparken och byggnaden, genom välvda former, ljusa färger, utrymmen som avgränsas med glasväggar samt en stor fönstervägg som öppnar sig mot parken. Det nya biblioteket är inte bara en vacker byggnad, utan även ett aktivt bibliotek fullt av besökare.
Under 1990-talet förnyades biblioteksverksamheten på många sätt, och 1990 och 1996 genomfördes större renoveringar.
Tölö bibliotek har varit en föregångare under hela sin historia och följer fortfarande med i den tekniska utvecklingen inom musik- och filmområdet och år 1994 öppnades Finlands första mediatek för barn vid Tölö bibliotek.